# H5N6
A형 인플루엔자 바이러스 H5N6 아형(Influenza A virus subtype H5N6)(영어: Influenza A virus subtype H5N6) 인플루엔자바이러스 A형의 아형이다.

## 중국의 증례 발전
H5N6 조류 인플루엔자는 2014년 5월에 쓰촨성 난충 시에서 인두 면봉법(pharyngeal swab) 표본으로서 H5N6 조류 인플루엔자 핵산에 양성인 중증 폐렴의 한 증례가 발견되었고 중국질병관리본부는 이 조류 인플루엔자를 확인했다. 2014년 5월에 그 H5N6 조류 인플루엔자 바이러스 증례는 죽은 가금류 사체를 접촉한 이력이 있는 49세 남성 환자에게 있었다. 그는 난충 시 남부 군에 살았고 급성 중증 폐렴으로 임상 진단되었다. 그 지방자치단체의 합동 전문가 팀은 병약으로 인한 사망자를 구하려고 최선을 다했다. 2014년 12월 22일에 광둥 지역 중국 보건 및 가족계획 위원회는 중증 폐렴인 한 증례가 H5N6 조류 인플루엔자 핵산에 양성인 것을 탐지했다. 중국 질병관리본부는 나아가 검사 결과가 H5N6 조류 인플루엔자에 대해서도 양성인 것을 확인했다. 해당 환자는 58세 남성이었다. 그는 광저우 시의 판위 구에 살았다. 그는 지난 해에 대장암 수술을 받았고 당시에는 위중한 상태였다. 그는 광저우 시 지정 병원에 입원했다. 1월 중순에 해당 환자는 성공적으로 치유되었고 일반 병동으로 옮겼다. 1월 30일에 세계 최초 체내 성공적 치유 증례 브리핑이 광이 병원에서 열렸다. 학자인 중난산(Zhong Nanshan)이 열린 모임에서 그 시험에서 H5N6 RNA 중합효소의 Lysine-627 돌연변이가 인간을 감염시키는 경향이 있다는 것이 발견되었다는 것을 지적했다. 2015년 7월 9일에 윈난성 중국 보건 및 가족계획 위원회는 H5N6 조류 인플루엔자 핵산에 양성인 중증 폐렴의 한 증례를 탐지했다. 해당 37세 여성은 디칭 티베트족 자치주의 샹그릴라 시에 살고 있었다. 그녀는 7월 6일에 증세가 진행되어 디칭 자치주의 병원에 갔다. 해당 환자는 비효율적 치료 활동으로 7월 10일에 죽었다. 7월 11일에 자문 및 평가(검사와 판단)을 위한 전문가 기구가 해당 증례의 임상 증상과 실험실 검사와 역학적 병력과 H5N6 조류 인플루엔자 인간 증례의 진단을 겸했다. 2015년 8월 12일 광둥 지역 농림부 수의사 공무소 부문이 광둥 칭위안 시 한 농장에서 H5N6 조류 독감 의심 증례가 발견되었다는 공지를 받았다. 해당 공지를 받은 뒤에 농림부 수의사 공무소 부문 즉시 조사를 위해 인원을 조직했다. 결국 이 농장의 가금류는 H5N6 조류 인플루엔자에 걸렸다는 게 확진되었다. 거의 조류 3만 마리가 도살되었다. 2015년 12월 29일에 선전 시 부근에서 보고된 H5N6 인플루엔자 증례(환자)가 비효율적 치료 때문에 12월 30일 오후에 사망했다. 선전 질병관리본부 책임/관련자에 따르면, 이 증례가 살아 있는 가금류 혹은 해당 시장 감염 환경 중에서의 노출 때문이다. 우 시장은 살아 있는 닭 거래 폐쇄가 요청되었다. 2016년 1월 1일에 자오칭 시에서 H5N6의 한 증례가 발견되었다. 40대 여성인 환자는 당시 돤저우 구 자오칭 시에 살았다. 해당 환자는 중환자였고 자오칭 시 지정 병원에서 격리 치료되었다. 2016년 1월 7일에 광둥 지역 중국 보건 및 가족계획 위원회는 H5N6의 한 증례를 더 보고했다. Cai라는 25세 남성 환자는 당시 룽강 구 선전 시에 살았다. 그는 중환자였고 입원하기 위해 선전 시 지정 병원에 들어갔다. 2016년 1월 10일에 장시 지역 중국 보건 및 가족계획 위원회에게서 배워서 장시 구는 H5N6의 일상적 중증 폐렴 증례를 탐지했고 해당 환자는 비효율적 치료로 사망했다. 42세 남성 환자는 광둥성 제양 시에 살았는데, 살아 있는 가금류 시장에 노출된 이력이 있었다. 비효율적 치료 때문에 광둥 구 간저우 시에서 사망했다. 어떤 이상 징후도 모든 밀접한 접촉에서 발견되었다. 2016년 1월 21일에 선전 시 중국 보건 및 가족계획 위원회에서 선전 시의 H5N6 인플루엔자의 세번째 증례를 보고했다. 왕이라는 31세 여성 환자는 선전 시 푸톈 구에 살았다. 2016년 초인 1월 8일에 지정 병원의 14명은 위중한 병태에 있었다. 선전 시 중국 보건 및 가족계획 위원회는 충분한 치유를 지도하고 병태가 일시적으로 안정되도록 전문가를 조직하고 있다.

## 예방
H5N6 조류 인플루엔자 바이러스 예방은 국민이 살아 있거나 병든 가금류 접촉을 최대한 피하고 기본적 손 위생을 유지하며 가금류 분비물로 오염된 환경에서 멀리하고 가금류 및 가금류 제품은 익혀서만 먹는 것이다. 세계보건기구는 상황을 면밀히 감시하는 것을 지속할 것이라고 말했다. 중국 과학원 학자이자 중국 질병관리본부 부회장인 가오 푸는 살아 있는 닭 시장에 H5N6 바이러스가 많고 여기서 해당 질병에 인간이 취약하다고 말했다. 감염될 위험에 노출될 자연적 확률도 있다. 가오 푸는 살아 있는 닭 시장을 폐쇄하는 것이 긴요하다고 요청했다. 그는 춘절이 곧 임박했다고 지적했고 남부에서는 닭이나 오리를 춘절 동안에 산 채로 도살하는 관습이 있는데, 이 상황에서 산발적 사례들로 살아 있는 닭 시장이 폐쇄되지 않는 일이 일어나도록 지속시킬지도 모른다고 지적했다. 그러나 그것 자체가 발병이나 전염 자체인 것은 아닌데 왜냐하면 이 바이러스가 인간대인간 감염이 가능하지 않지만 (살아 있는) 조류에서 인간으로 향하는 경로 전파인 것이 명료하기 때문이다.

### 필리핀의 격리와 도살
격리 지역은 San Carlos of San Luis 바랑가이를 중심으로 반경 1km 지역에 도입되었다. 격리 반경은 San Luis, Mexico and Santa Ana 마을에 있는 다섯 바랑가이(필리핀의 최소 행정 구역 단위)으로 정의했다. 격리 반경 내에서 사흘 동안 총 20만 마리의 야생 조류와 가금류가 도살되었다. 사체는 한 곳에 높이 쌓였다. 주변 지역의 사람들이 21일 동안 격리 검역(Quarantine)되는 동안 할당된 지역 내의 동물은 3달(90일) 동안 격리 검역될 것이다. 격리 지역은 7km 반경으로 확장되었고 Jaen과 San Isidro, Nueva Ecija에도 도입되었다. 격리 지역은 다시 1km로 축소되었다.
군인  500명이 도살 활동을 보조하기 위해 이동했다. 8월 25일경 닭과 오리와 메추라기 47만 마리 이상이 도살되었다. 2017년 9월경에는 60만 마리 이상의 조류가 도살되었다.

### 필리핀의 거래 금지
2017년 8월 11자의 통지문을 통해 필리핀 농림부는 질병 전파를 예방하기 위해 Pampanga부터 Luzon의 타지역에서 온 조류 및 가금류 교역을 일시적으로 금지시켰을 뿐만 아니라 Luzon부터 Visayas와 Mindanao에서 온 살아 있는 가금류 및 가금류 제품의 이동도 금지시켰다.
생물 안전 전문가들과 상의한 후에 이 금지령은 8월 23일경 부분적으로 풀렸지만 격리 지역 내의 가금류 이동은  Pampanga와 Nueva Ecija 마을을 뺀 마을에 집중되었다. 2017년 9월경에는 60만 마리 이상의 조류가 도살되었다.

## 역학
이 조류 인플루엔자가 필리핀에서 어떻게 성공적으로 전파되는지 결정되지 않았다. 필리핀 농림부는 이 바이러스가 철새로 전파되거나 수빅 만 항을 통한 [베이징 오리] 밀반입을 통한 것이라고 의심하고 있다. 해당 조류 인플루엔자가 기원한 농장은 오리 위에 메추라기 조판을 세워 기르고 있다. 잠복기는 2일에서 5일이다.

## 치료
최초의 성공적 치료 증례는 오셀타미비르 같은 항바이러스제를 초기에 투여하는 한, 이 신종 바이러스에서 해당 증례가 치료될 수 있다는 것을 확증했다. 급성 및 중증 폐렴 유사 증상 초기부터 병원에서 효율적 치료를 받는 것이 매우 중요하다.
참고로 식품의약품안전청이 2000년~2006년 타미플루는 (다른 질병에 적용했을 때) 사용자 3천명을 대상으로 부작용을 조사한 결과, 2005년 12월께 정신신경계통에 이상(부작용)이 생긴 경우가 1건 보고된 적이 있는 것으로 밝혀졌으므로 타미플루에 내성을 보이는 환자는 대체 항바이러스제인 '리렌자'를 사용해야 한다고 덧붙인다.

## 반응

### 외국 정부
일본, 사우디 아라비아, 대한민국, 싱가포르 정부는 질병에 대한 대응책으로서 필리핀에서 가금류 수입을 금지하고 있다.